# Rąbin (Inowrocław)
Rąbin – część miasta, osiedle mieszkaniowe Inowrocławia, położone w południowej jego części. Liczy około 20 tys. mieszkańców. 
Rąbin powstał na miejscu dawnej wsi o tej samej nazwie, w której podczas powstania wielkopolskiego przebywał ze swym wojskiem Paweł Cyms. Wieś Rąbin została przyłączona do Inowrocławia przed II wojną światową. W latach 70. powstały pierwsze bloki mieszkalne, na polach dawnego Zakładu Rolnego Państwowych Gospodarstw Rolnych. 
Na Rąbinie znajdują się: Kościół Zielonoświątkowy, kościół pw. św. Królowej Jadwigi, kościół pw. Chrystusa Miłosiernego, kino „KINOMAX”, targowisko zwane potocznie „Manhattan”, kilka sklepów wielkopowierzchniowych. Osiedle w dużej mierze pełni funkcję rezydencjalną, tzw. sypialnianą Inowrocławia. W 2013 roku na Rąbinie powstała Galeria „Solna”, pierwszy taki obiekt w mieście.
Rąbin dzieli się na Rąbin I, Rąbin II oraz Stary Rąbin. Nazwa Stary Rąbin, jest stosowana w pierwotnej części Rąbina, celu odróżnienia jej od powstałego blokowiska. W 2004 roku na mocy uchwały Rady Miasta Inowrocławia, Osiedle Rąbin wraz z pozostałymi Nowe, Zdrojowe, Cegielnia tworzy Osiedle Uzdrowiskowe